# Æspa
aespa (/ɛsˈpɑː/ es-PAH; coreeană: 에스파; RR: eseupa; MR: esŭp'a, stilizat în mod obișnuit în litere mici ca æspa) este un grup de fete sud-coreean format de SM Entertainment. Grupul este format din patru membri: KARINA, GISELLE, WINTER și NINGNING. Și-au făcut debutul oficial pe 17 noiembrie 2020, cu single-ul „Black Mamba”.
Pe data de 20 Decembrie 2021 grupul a lansat un remake al melodiei „Dreams Come True” a grupului de fete S.E.S.
Pe data de 05 Octombrie 2021 grupul de fete aespa, au lansat primul lor album: "Savage". Cu melodia principală "Savage". Albumul conține 05. melodii. 
Pe data de 08 Iulie 2022 grupul de fete aespa, au lansat al doilea album. "Girls" cu melodiile principale "Girls" și "Life's To Short". Albumul conține 09 melodii. 
Pe data de 08 Mai 2023 grupul de fete aespa, au lansat al treilea album. "MY WORLD" cu melodiile principale "Welcome To MY World" și "Spicy" Albumul conține 06 melodii.   
Pe data de 18 August 2023 grupul de fete aespa, au lansat melodia "Better Things" ca videoclip.    
Pe data de 10 Noiembrie 2023 grupul de fete aespa, au lansat al patrulea album. "Drama" cu melodia principală "Drama". Albumul conține 06 melodii.    
Pe data de 27 Mai 2024 grupul de fete aespa, au lansat un album în care conține 10 melodii, albumul cu numele de „Armageddon” cu melodiile principale „Supernova” și „Armageddon”.     

## Membri
- KARINA (카리나)
- GISELLE (지젤)
- WINTER (윈터)
- NINGNING (닝닝)

## Albume
- "Savage" (2021)
- "Girls" (2022)
- "MY WORLD" (2023)
- "Drama" (2023)
- "Armageddon" (2024)